# Браніштя (Нікорешть, Галац)
Браніштя (рум. Braniștea) — село у повіті Галац в Румунії. Входить до складу комуни Нікорешть.
Село розташоване на відстані 193 км на північний схід від Бухареста, 79 км на північний захід від Галаца, 136 км на південь від Ясс, 136 км на схід від Брашова.

## Населення
За даними перепису населення 2002 року у селі проживали 72 особи, з них 71 особа (98,6%) румунів. Рідною мовою 71 особа (98,6%) назвала румунську.